# Mervyn Griffiths
Benjamin Mervyn „Sandy“ Griffiths (* 17. Januar 1909 in Abertillery; † 21. Januar 1974 in Newport) war ein walisischer Fußballschiedsrichter. Beruflich war er als Lehrer tätig.

## Karriere
Zunächst war Griffiths Lehrer in Devon, wechselte aber bald nach Newport. Ab 1934 pfiff er in lokalen Fußballligen. Einige Jahre später gelang ihm die Aufnahme auf die Liste der Linienrichter der English Football League, doch der Zweite Weltkrieg verhinderte dort erste Einsätze. Im Jahr 1949 leitete Griffiths die Länderspiele England gegen Schottland und England gegen Irland. 1953 pfiff er das FA-Cup-Finale, bei dem sich der FC Blackpool nach einem Hattrick von Stan Mortensen gegen die Bolton Wanderers mit 4:3 den Pokal sicherte. 1950, 1954 und 1958 vertrat Griffiths Wales bei der WM-Endrunde.
Griffiths leitete 1954 das Halbfinale zwischen Ungarn und Uruguay und war im Finale zwischen Deutschland und Ungarn Linienrichter von William Ling. Besondere Bedeutung erlangte er in der 86. Spielminute, als er ein vermeintliches Tor von Ferenc Puskás wegen Abseitsstellung für ungültig erklärte. Die Fernsehbilder können nicht beweisen, ob er Recht hatte.
Sandy Griffiths war der erste Waliser, der ein FA-Cup-Finale pfiff. Außerdem ist er bis heute der einzige Waliser, der aktiv an einem WM-Finale teilnahm.